# 西蓝高速公路
西安－蓝田高速公路，简称：西蓝高速，是中国国家高速公路网福银高速公路（G70）在陕西境内的重要组成路段。西商高速公路通车前，曾与沪陕高速公路（G40）共线使用。起于西安市灞桥区香王村，止于蓝田县白羊寨，全长24.05公里，全封闭、全立交，双向四车道，设计车速120公里/小时，路基宽26米。于1999年12月1日建成试通车，2000年11月16日正式通车。